# Дьяков Іван Миколайович
Іван Миколайович Дьяков (3 жовтня 1937, станиця Троїцька, тепер Кримського району Краснодарського краю, Російська Федерація) — радянський діяч, 1-й секретар Астраханського обкому КПРС, голова Астраханської обласної ради народних депутатів. Кандидат економічних наук. Член ЦК КПРС у 1990—1991 роках. Депутат Верховної ради РРФСР 11-го скликання. Народний депутат СРСР (1989—1991). 

## Життєпис
У 1958 закінчив технічне училище.
У 1958—1963 роках — електромонтер колгоспу Кримського району Краснодарського краю; електромонтер, черговий електрик заводу «Пролетарій» Кримського району Краснодарського краю.
Член КПРС з 1962 року.
У 1963—1964 роках — 2-й секретар Новоросійського міського комітету ВЛКСМ Краснодарського краю.
З 1964 по 1973 рік — інструктор партійного комітету морського транспорту; інструктор, завідувач відділу Новоросійського міського комітету КПРС.
У 1967 році закінчив Одеське вище інженерне морське училище. 
У 1973—1982 роках — інструктор, заступник завідувача, завідувач відділу Краснодарського крайового комітету КПРС.
У 1982—1986 роках — 1-й секретар Краснодарського міського комітету КПРС.
У 1983 році закінчив Академію суспільних наук при ЦК КПРС.
У 1986 — липні 1987 року — 2-й секретар Краснодарського крайового комітету КПРС.
У 1987—1988 роках — інспектор ЦК КПРС у Москві.
31 травня 1988 — 24 серпня 1990 року — 1-й секретар Астраханського обласного комітету КПРС.
Одночасно в квітні 1990 — серпні 1991 року — голова Астраханської обласної ради народних депутатів. Знятий з посади через підтримку ДКНС.
Подальша доля невідома.

## Нагороди і звання
- орден Дружби народів (1986)
- орден «Знак Пошани» (1981)
- медалі